# Klein Park
Het Klein Park is een landgoed in de tot de Vlaams-Brabantse gemeente Bierbeek behorende plaats Lovenjoel.

## Geschiedenis
In 1580-1590 werd al melding gemaakt van het Hof ten Poele. In 1752 werd deze boerderij openbaar verkocht. Het werd aangekocht door Karel van Spoelbergh.
De familie De Spoelberch, heren van Lovenjoel vanaf 1630, hadden aldus het Klein Park en het Groot Park in hun bezit, beide gelegen langs de Molenbeek, met het Klein Park ten oosten en het Groot Park ten westen van de dorpskerk.
Het Klein Park werd als landschapstuin aangelegd van 1807-1810.
In 1907 kwam het goed, evenals het Groot Park, aan mevrouw Gilbert-Ernst die het in 1915 aan de Katholieke Universiteit Leuven schonk. Het gebruiksrecht kwam in handen van de Zusters van Liefde.
Vlak voor de Tweede Wereldoorlog werd hier het Medisch Pedagogisch Instituut Ave Regina gebouwd. Vlak voor de uitbraak van de oorlog waren de gebouwen ongeveer half voltooid, om pas eind jaren '40 van de 20e eeuw te worden voltooid. Tot de gebouwen behoorde een kapel in neobarokke stijl waarvan de westgevel het jaartal 1942 draagt. De kapel is niet meer als zodanig in gebruik en werd vervolgens als feest- en turnzaal gebruikt.